# Moranila aotearoae
Moranila aotearoae är en stekelart som beskrevs av Berry 1995. Moranila aotearoae ingår i släktet Moranila och familjen puppglanssteklar. Inga underarter finns listade i Catalogue of Life.